# Болотин, Григорий Самойлович
Григорий Самойлович Болотин (Болотин-Балясный) (1896—1990) — деятель советской военной контрразведки, генерал-майор (26.05.1943).

## Биография[2]
Родился в декабре 1896 года в городе Брусилов Российской империи, ныне Житомирская область, Украина, в семье директора магазина. Еврей.
- В 1916—1918 — литейщик на заводе братьев Крошнер, Киев.
- В 1918—1919 — партизан отряда Власенко, г. Коростышев, Радомысль, Киев.
- В 1919 — красноармеец караульного батальона 1-го запасного полка, Киев.
- В 1919—1921 — красноармеец 517-го Днепровского полка, 2-го экспедиционного отряда по ББ, младший командир 77-го стрелкового полка, Юго-Западный фронт.
- В 1921—1925 — заведующий агентурой, уполномоченный разведки губернской ЧК — губернского отдела ГПУ, Киев.
- В 1925—1927 — помощник уполномоченного оперативного отдела ГПУ 14 -го стрелкового корпуса, Киев.
- В 1927—1929 — секретный уполномоченный оперативного отдела ГПУ Украинского ВО, Харьков. Член ВКП(б) с 1928 года.
- В 1929—1934 — помощник уполномоченного, уполномоченный, оперуполномоченный оперативного отдела ГПУ Украинского ВО, Харьков.
- В 1934—1936 — помощник начальника оперативного отдела НКВД 45-го механизированного корпуса, Киев.
- В 1936—1937 — в командировке в Испании.
- В 1937—1938 — заместитель начальника отделения оперативного отдела ГУГБ НКВД СССР.
- В 1938 — заместитель начальника 7-го отделения 3-го отдела 2-го управления НКВД СССР.
- В 1938—1940 — заместитель начальника 9-го отделения 4-го отдела ГУГБ НКВД СССР.
- В 1941 — начальник 7-го отделения 4-го отдела ГУГБ НКВД СССР, затем начальник 4-го отдела 3-го управления НКО СССР.
- В 1941—1943 — начальник 4-го отдела Управления оперативных отделов НКВД СССР.
- В 1943—1946 — помощник начальника Главного управления контрразведки СМЕРШ по Волховскому, 3-му Белорусскому фронтам.
- В 1946—1950 — помощник начальника 3-го главного управления МГБ СССР.
- В 1950 году уволен по болезни. Персональный пенсионер республиканского значения. Проживал в Москве.

Умер в январе 1990 года.

## Звания
- старший лейтенант ГБ (08.01.1936);
- капитан ГБ (05.04.1940);
- бригадный комиссар (10.06.1941);
- полковник ГБ (14.02.1943);
- генерал-майор (26.05.1943). Лишён звания генерал-майора 03.01.55 постановлением Совета Министров СССР № 9-4сс «как дискредитировавший себя за время работы в органах госбезопасности и недостойный в связи с этим высокого звания генерала» (обвинялся в хищении трофейных ценностей).

## Награды
- орден Ленина (21.02.1945)[3]
- три ордена Красного Знамени (02.01.1937, 03.11.1944[3], 20.07.1949[3])
- орден Кутузова II степени (25.03.1945)
- два ордена Отечественной войны I степени (31.07.1944, 13.09.1945)
- орден Отечественной войны II степени (28.10.1943)
- орден Красной звезды (09.03.1943)
- Медали в том числе:
  - «За отвагу»
  - «XX лет Рабоче-Крестьянской Красной Армии» (1938)
  - «За оборону Москвы» (1944)
  - «За Победу над Германией в Великой Отечественной войне 1941—1945 гг.» (1945)
  - «Ветеран Вооружённых Сил СССР» (1976)
- знак «Заслуженный работник НКВД» (02.02.1942)
- знак «50 лет пребывания в КПСС» (24.05.1982)